# Bahnhof Vilsbiburg
Der Bahnhof Vilsbiburg ist eine Betriebsstelle an der Bahnstrecke Neumarkt-Sankt Veit–Landshut. Er ist der einzige Bahnhof auf dem Gebiet der Stadt Vilsbiburg im niederbayerischen Landkreis Landshut. Betreiberin des Bahnhofs ist die Südostbayernbahn, die wiederum der DB RegioNetz Infrastruktur GmbH unterstellt ist. Im Jahr 2010 stiegen am Bahnhof Vilsbiburg täglich rund 800 Fahrgäste ein und aus.

## Geschichte
Das Empfangsgebäude, ein stattlicher dreigeschossiger Ziegelbau mit Walmdach, wurde in den Jahren 1882/83 errichtet. Der Bahnhof Vilsbiburg ging mit der Eröffnung der Bahnstrecke Neumarkt-Sankt Veit–Landshut am 4. Oktober 1883 in Betrieb.
Am 26. April 1919 starben am Vilsbiburger Bahnhof im Rahmen von Revolutionsunruhen zwei Menschen bei einer Schießerei zwischen dem Vilsbiburger Arbeiterrat und dem aus Landshut anrückenden Militär.
1938 wurde der Bahnhof mit einem mechanischen Stellwerk der Einheitsbauart von Scheidt & Bachmann ausgestattet. Dieses war bis einschließlich 27. September 2008 in Betrieb. Seit dem 28. September 2008 ist der Bahnhof Vilsbiburg nicht mehr personell besetzt, die Steuerung erfolgt nunmehr aus dem elektronischen Stellwerk der Südostbayernbahn im Bahnhof Mühldorf. Die früheren Diensträume des Fahrdienstleiters wurden 2009/10 für 105.000 Euro zu einem Reisekiosk umgebaut, in dem neben Fahrscheinen auch Backwaren, Süßigkeiten, heiße und kalte Getränke sowie Zeitungen und Zeitschriften verkauft werden.

## Infrastruktur
Der Bahnhof verfügt über zwei Bahnsteiggleise, die über einen 120 Meter langen Inselbahnsteig erschlossen werden. Die Höhe der Bahnsteigkanten beträgt 55 Zentimeter über der Schienenoberkante. Der Bahnsteig ist durch einen höhengleichen Übergang über Gleis 1 barrierefrei erreichbar. Auf Gleis 1 halten die Züge in Richtung Landshut, auf Gleis 2 die Züge in Richtung Mühldorf.
Alle ehemals vorhandenen Lade- und Abstellgleise wurden entfernt.

## Verkehr
Der Bahnhof Vilsbiburg wird an allen Wochentagen im Stundentakt von den Zügen der Regionalbahn Landshut – Neumarkt-Sankt Veit – Mühldorf bedient, die alternierend nach Rosenheim und – mit Fahrtrichtungswechsel in Mühldorf – nach Freilassing (– Salzburg) durchgebunden werden. In Vilsbiburg findet jeweils zur vollen Stunde die planmäßige Zugkreuzung auf der eingleisigen Strecke zwischen Landshut und Mühldorf statt.
Die planmäßige Fahrzeit von Vilsbiburg nach Landshut beträgt 21 Minuten, nach Neumarkt-Sankt Veit 13 bis 16 Minuten und nach Mühldorf 25 bis 28 Minuten (Stand: Fahrplanjahr 2019/20).